# Zespół Teatralny "Bez Atu"
Zespół Teatralny BEZ ATU – działający w Namysłowie przy Namysłowskim Ośrodku Kultury pod kierunkiem mgr Aleksandry Patelskiej. Wśród założycieli zespołu znajdowali się: Sylwester Zabielny, Aleksander Szachnowski, Tymon Rzewuski, Małgorzata Trelińska i Anna Stężowska. Od 1999 wystawił ponad 10 sztuk teatralnych m.in.: Lucjana Rydla „Betlejem polskie”, Marka Modzelewskiego „Zabij mnie” i „Koronacja” oraz Ryszarda Latki „Zachciało się wam Kalwarii”. Ponadto Zespół był współorganizatorem wieczorów literackich poświęconych lokalnym twórcom poezji m.in. Karoliny Turkiewicz-Suchanowskiej (30-lecie pracy twórczej poetki), Ewy Kacy oraz Krzysztofa Ogonowskiego.
W latach 2004–2006 Zespół wraz ze studentami Dziennikarstwa i Komunikacji Społecznej Uniwersytetu Wrocławskiego pod kier. Tomasza Orlicza i Piotra Załuskiego był także współorganizatorem Warsztatów Dziennikarsko-Teatralnych: „Teatr-Telewizja”. 
Jednym z największych dokonań zespołu była polska premiery sztuki Jurija Kocha "Łużycki Król". Sztukę, specjalnie przetłumaczoną dla potrzeb teatru, wystawiano m.in. we Lwowie i 24 marca 2012 w Budziszynie.
19 stycznia 2013 zespół "Bez Atu" zakończył działalność po 14 latach istnienia Benefisem w Namysłowskim Ośrodku Kultury .

## Literatura
- Aleksandra Patelska, Sylwester Zabielny, O namysłowskim amatorskim teatrze „Bez atu”, Namysłów 2004, ISBN 978-83-60537-06-0
- Jurij Koch, Łużycki król. Współczesna komedia utopijna, Namysłów 2012, ISBN 978-83-60537-28-2